# Friedrich Wilhelm Müser

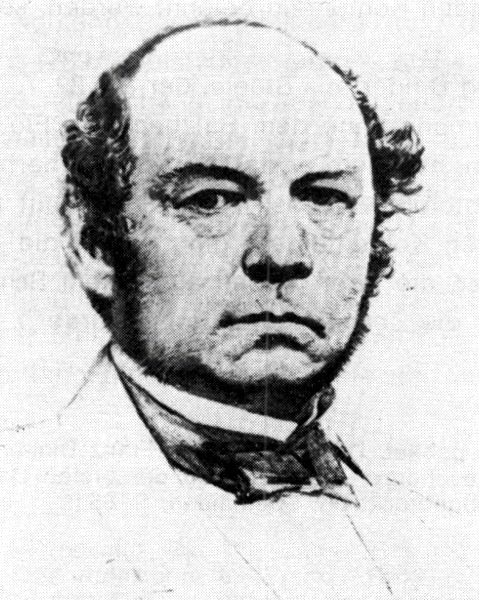
Friedrich Wilhelm Müser

Friedrich Wilhelm Müser (* 1812 in Langendreer; † 1874) war erster Verwaltungsratsvorsitzender der Harpener Bergbau AG.

## Leben und Werk
Friedrich Wilhelm Müser war der Sohn des Hof- und Brennereibesitzers Johann Wilhelm Müser. Seine Brüder gründeten die Müser-Brauerei.
Müser studierte Medizin in Halle, wo er Mitglied des Corps Guestphalia war, und promovierte zum Dr. med. Daher leitete sich auch sein späterer Spitzname "Kohlendoktor" ab.
Nachfolger als Vorstand der Harpener Bergbau AG wurde sein Sohn Robert Müser (1849–1927).
Um 1905 gestaltete Benno Elkan eine Skulptur des Kohlendoktors, die im Sitzungssaal des Harpener Bergbau-Vereins ihren Platz fand. Heute findet sich dieses Werk im Museum am Ostwall in Dortmund.